# Sergio Pierattini
Sergio Pierattini (Sondrio, 27 luglio 1958) è un drammaturgo e attore italiano.

## Biografia
Cresce a Siena, dove i genitori, la madre valtellinese il padre volterrano, si sono trasferiti nel 1962. Frequenta giovanissimo per alcuni anni il Piccolo Teatro della città di Siena, dove ritornerà alla fine degli anni '70. Nel 1979 viene ammesso come allievo attore all'Accademia Nazionale di Arte Drammatica Silvio D'Amico di Roma. Tra i suoi insegnanti vi sono Ruggero Jacobbi, Aldo Trionfo, Anna Miserocchi ed Andrea Camilleri. Si diploma nel 1982 con lo spettacolo Incantesimi e magie diretto da Aldo Trionfo e presentato al 25º Festival dei due Mondi di Spoleto. Negli anni successivi lavora come attore in spettacoli firmati da importanti registi, tra i quali Antonio Calenda e Roberto Guicciardini.
Nel 1989 scrive ed interpreta il monologo Silvano che viene prodotto dal Teatro Niccolini di Firenze, diretto da Roberto Toni, con la regia di Alessandro Marinuzzi. Nel 1992 il monologo viene tradotto e messo in scena dall'Atelier Theatre di Louvain la Neuve (Belgio); la parte del giovane sacerdote Silvano è interpretata dall'attore Daniel Hanssens. Inizia in questi anni la collaborazione con il drammaturgo Roberto Cavosi che lo sceglie come protagonista di alcuni suoi lavori di successo come Luna di miele e L'uomo irrisolto. Nel 1994 scrive ed interpreta il monologo a tre voci Babbo secondo te quella lassù è una nuvola o un incendio?, che viene prodotto e messo in scena dal Teatro Niccolini di Firenze. Nel 1999 partecipa al progetto Grand Hotel Italia, ideato da Roberto Cavosi e scrive Il gregario, mini pièce di 20 minuti di cui sarà interprete principale con Giancarlo Ratti al teatro Argot di Roma.
Nel 2000 è autore con Roberto Cavosi del programma radiofonico Teatrogiornale, in onda per tre stagioni a Radio Tre Rai, e scrive circa 320 radiodrammi di quindici minuti ciascuno. Nel 2001 scrive per Maria Paiato La Maria Zanella. Per l'interpretazione di questo monologo la Paiato riceve nel 2005 il Premio Ubu come migliore attrice. È finalista al Premio Riccione del 2004 con Quando ci siamo ritrovati. Per la rassegna Kalsart scrive La madre che sarà interpretata a Palermo nella stessa estate da Valeria Valeri. Nel 2006 scrive Il caso K, finalista al Premio Enrico Maria Salerno.  Nel 2007 vince il Premio Flaiano con Il raggio bianco. Nello stesso anno scrive per Maria Paiato Notte d'aprile che va in scena nella rassegna romana curata da Rodolfo di Giammarco Garofano verde. Nel 2008 vince il Premio Riccione sez. Bignami Quondamatteo con Un mondo perfetto che produce e porta in scena nel 2010 con Milvia Marigliano.
In questi anni prosegue l'attività di autore radiofonico con importanti produzioni come L'oro di Duccio, radiodramma andato in onda in occasione della mostra di Duccio di Buoninsegna a Siena (2003) interpretato da Daniela Giordano e Paolo Lombardi, e D-day, fiction radiofonica dedicata allo sbarco in Normandia da lui scritta e diretta per Radio Tre Rai. Nel 2005 scrive e dirige Da Trafalgar ad Austerlitz sceneggiato a puntate dedicato alla campagna napoleonica del 1805 che ha come interprete principale Andrea Giordana.
In occasione dell'anniversario della rivoluzione ungherese del 1956 scrive e dirige per Radio Tre Rai Una doppia verità interpretato da Omero Antonutti. Sempre per Radio Tre Rai nel 2008 scrive lo sceneggiato La guerra di Benedetto, interpretato da Virginio Gazzolo e Paolo Lombardi.  Nel 2009 l'Associazione Nazionale Critici di Teatro premia Il ritorno, già finalista al Premio Ubu, come migliore testo teatrale italiano della stagione 2007/2008. Nel 2011 ripropone alle scena riscritto e ampliato Il gregario che debutta al Festival Primavera dei Teatri di Castrovillari. Dal 2005 tiene un corso di drammaturgia radiofonica al Centro Sperimentale di Cinematografia di Roma. Dal 2013 fa parte del corpo docenti dei master di drammaturgia presso L'Accademia Nazionale d'Arte Drammatica "Silvio D'Amico". Nel 2014 il suo dramma "Il drago di carta" vince il Premio S.I.A.E (sezione dramma). Nel 2014 vince il Premio Vallecorsi (terzo premio) per il "Drago di carta".
Nel 2016 Milvia Marigliano è finalista del Premio Le Maschere del Teatro come migliore interprete per il monologo "Ombretta Calco". Nel 2018 per Argot Produzioni dirige Manuela Mandracchia, Paolo Giovannucci ed Emanuele Carucci in una nuova edizione di "Un mondo perfetto". Nel 2018 è autore dell'adattamento teatrale dell'opera cinematografica "Regalo di Natale" di Pupi Avati, messo in scena da Marcello Cotugno e La Pirandelliana Produzioni, e partecipa al film L'ospite. Tra gli interpreti Filippo Dini e Gigio Alberti. Nel 2019 scrive per la Pirandelliana una nuova versione di "Anfitrione", messo in scena da Filippo Dini. Tra gli interpreti figurano Barbora Bobulova e Antonio Catania. Sempre in quell'anno effettua una breve apparizione in Spider-Man: Far from Home dove interpreta un soffiatore di vetro veneziano.

## Filmografia

### Cinema
- Zitti e mosca, regia di Alessandro Benvenuti (1991)
- Cari fottutissimi amici, regia di Mario Monicelli (1994)
- Con gli occhi chiusi, regia di Francesca Archibugi (1994)
- Only You - Amore a prima vista (Only You), regia di Norman Jewison (1994)
- La seconda moglie, regia di Ugo Chiti (1998)
- A cavallo della tigre, regia di Carlo Mazzacurati (2002)
- 4-4-2 - Il gioco più bello del mondo, regia di Roan Johnson (2005)
- L'albero delle pere, regia di Francesca Archibugi (2008)
- Questione di cuore, regia di Francesca Archibugi (2009)
- La passione, regia di Carlo Mazzacurati (2010)
- Manuale d'amore 3, regia di Giovanni Veronesi (2011)
- I primi della lista, regia di Roan Johnson (2011)
- Che strano chiamarsi Federico, regia di Ettore Scola (2013)
- La trattativa, regia di Sabina Guzzanti (2014)
- Piuma, regia di Roan Johnson (2016)
- Una storia senza nome, regia di Roberto Andò (2017)
- L'ospite, regia di Duccio Chiarini (2018)
- Se son rose, regia di Leonardo Pieraccioni (2018)
- C'è tempo, regia di Walter Veltroni (2019)
- Spider-Man: Far from Home, regia di Jon Watts (2019)
- Tre piani, regia di Nanni Moretti (2021)
- War - La guerra desiderata, regia di Gianni Zanasi (2022)

### Televisione
- Club 92 (Rai 2, 1990-1991)
- Primo cittadino, regia di Gianfranco Albano - serie TV (1997)
- La guerra è finita, regia di Ludovico Gasparini - miniserie TV (2002)
- Distretto di Polizia 3, regia Monica Vullo – serie TV, episodio 3x25 (2002)
- Un posto tranquillo, regia di Luca Manfredi - serie TV (2003)
- Renzo e Lucia, regia di Francesca Archibugi (2004)
- Un posto tranquillo 2, regia di Claudio Norza - miniserie TV (2004)
- Una famiglia in giallo, regia di Alberto Simone - serie TV (2004)
- Matilde, regia di Luca Manfredi (2005)
- Distretto di Polizia 6, regia di Antonello Grimaldi - serie TV, episodio 6x06 (2006)
- Don Matteo 6, regia di Elisabetta Marchetti - serie TV (2006)
- R.I.S. 4 - Delitti imperfetti, regia di Pier Belloni - serie TV, episodio 4x03 (2008)
- I Cesaroni, regia di Francesco Vicario – serie TV, episodio 2x24 (2008)
- Il commissario Manara, regia di Davide Marengo - serie TV (2008)
- Questione di cuore, regia di Francesca Archibugi (2009)
- Distretto di Polizia 9, regia di Alberto Ferrari - serie TV, episodio 9x04 (2009)
- La ragazza americana, regia di Vittorio Sindoni, miniserie TV (2011)
- I delitti del BarLume - Il re dei giochi, regia di Eugenio Cappuccio, miniserie TV (2013)
- I delitti del BarLume - Aria di mare, regia di Roan Johnson, miniserie TV (2016)
- I delitti del BarLume - Battaglia navale, regia di Roan Johnson, miniserie TV (2017)
- Il capitano Maria -  regia di Andrea Porporati - miniserie TV (2018)
- Romanzo famigliare, regia di Francesca Archibugi, serie TV (2018)
- Buonasera Presidente - Giovanni Leone - regia di Giacomo Faenza e Davide Minnella, episodio 1, documentario (2019)
- Lea - Un nuovo giorno, regia di Isabella Leoni – serie TV, 5 episodi (2022)
- Il clandestino, regia di Rolando Ravello - serie TV, episodi 1x07-1x08-1x09 (2024)
- Le onde del passato, regia di Giulio Manfredonia – serie TV, 8 episodi (2025)

## Teatro
- La Maria Zanella
- Il ritorno
- Il gregario
- Un mondo perfetto
- La ferita
- Ombretta Calco
- La cena perfetta
- Regalo di Natale
- Anfitrione

## Sceneggiatura
- Il padre di mia figlia, di Carlo Alberto Biazzi
- Al di là del mare, di Carlo Alberto Biazzi

## Premi e riconoscimenti
- Premio Flaiano Sezione teatro[8]
  - 2006 - Premio all'autore per Il raggio bianco